# Hércules separa los montes Calpe y Abyla
Hércules separa los montes Calpe y Abyla es una pintura al óleo de 1634 realizada por Francisco de Zurbarán. Se encuentra expuesta en la sala 26a del Museo del Prado en Madrid, procedente de la antigua Colección Real del Palacio del Buen Retiro.

## Descripción
La pintura representa al héroe griego Hércules, que se encuentra en el centro de la composición realizando un gran esfuerzo tratando de mover dos acantilados. Se muestra de pie desnudo con las piernas abiertas y ligeramente flexionadas, el torso y la cabeza están inclinados hacia delante. Las manos sostienen dos piezas de metal, adheridas a las rocas cortadas que intenta separar el héroe. Entre ambos peñascos y detrás del personaje, se observa una pequeña parte del mar.
La composición de esta pintura está centralizada en la esforzada acción del héroe, el cual con un difícil escorzo del que no se ha encontrado referencia visual anterior y que, igual que sucede con el resto de las obras que componen la serie, fue pensado para ser visto desde abajo. Son especialmente interesantes las soluciones pictóricas aportadas por el pintor para resolver las distintas zonas de la obra. El autor aboceta de forma muy simple las rocas y el fondo marítimo, y realiza este último mediante pequeñas pinceladas más empastadas. En el cuerpo de Hércules, se encuentra el color en densidades diferentes que sirven para mostrar la coherencia anatómica a este complicado escorzo.

## Temática
La escena de esta pintura recoge una de las obras de la serie que le fue encargada a Zurbarán para decorar el Salón de Reinos del Palacio del Buen Retiro. La serie mitológica debía representar Los doce trabajos de Hércules. Hércules debía realizar doce trabajos para Euristeo, aunque Zurbarán solo pintó diez por razones de espacio. Al haber sido inventariados sin nombre de autor, no se atribuyó su completa autoría hasta el año 1945, gracias a la documentación encontrada donde se recogía el pago a Zurbaran «por diez cuadros de los trabajos de Hércules».
En la Testamentaría de Carlos II  el tema se registra equivocadamente como un «Hércules sosteniendo la bóveda celeste» -cuando Hércules fue Atlante del mundo-, y el historiador Elías Tormo en 1911, identificó el episodio como el de la separación de Calpe (Peñón de Gibraltar) y Abyla (Monte Hacho, en Ceuta), un tema prácticamente inexistente para los autores del mundo clásico, como señaló Rosa López Torrijos. Esta estudiosa rechaza la interpretación de Tormo por considerar que solamente Séneca hizo referencia al episodio, sin tener repercusión alguna en los autores españoles, más atentos a relatar la colocación de las dos célebres columnas, con el episodio Non plus ultra, que cambiaría luego Carlos I, gracias a sus territorios ultramarinos, por la divisa Plus Ultra.  Recuerda López Torrijos que, según textos como la Historia general de España del padre Mariana, las columnas eran en realidad dos peñascos que sirvieron para estrechar el paso de agua entre el Atlántico y el Mediterráneo. Ahondando en esta idea, la misma autora señala la actitud de Hércules en este lienzo, tirando para sí de las empuñaduras, reflejando la actitud de acercar los dos peñascos; una observación que parece convincente y que reforzaría la visión del monarca español como cohesionador y no separador de tierras y reinos. Sin embargo Baltasar de Vitoria, una década antes de la realización de esta serie, citó expresamente el episodio de la separación de los montes. Tanto en la narración de Mariana como en la de Victoria, se hace referencia a la relación de Hércules con España y la creación de la divisa de los Austrias, lo que justificaría la inclusión del episodio en el ciclo de los trabajos y su especial marca hispánica. Las columnas de Hércules son también utilizadas por las ciudades de Cádiz y Melilla y en el emblema de Andalucía así como en el escudo de armas de España.